# Hypopterygium hookerianum
Hypopterygium hookerianum là một loài Rêu trong họ Hookeriaceae. Loài này được (Griff.) A.J. Shaw, I. Holz, C. J. Cox & Goffinet mô tả khoa học đầu tiên năm 2008.